# Oricia Domínguez
Oricia del Carmen Domínguez Dos Santos (Caracas, 28 de fevereiro de 1994) é uma modelo, estilista, personal shopper e concurso de beleza portuguesa-venezuelana. Venceu o título de Miss Universo Portugal 2021. No dia 12 de dezembro de 2021, Domínguez representará Portugal no Miss Universo 2021 em Eilat, Israel, mas não obteve classificação.

## Vida e educação
Domínguez nasceu e cresceu em Caracas, Venezuela mas depois mudou-se para Lisboa, Portugal. Ela é descendente de portugueses e espanhóis e fala português e inglês.
Em 2019 mudou-se para a Espanha e frequentou a Universidade Carlos III de Madrid em Getafe, onde obteve o título de mestre em moda. Em 2020, frequentou o Conde Nast College Spain em Madrid, onde obteve o seu diploma em jornalismo com especialização em beleza, moda e estilo de vida. De 2020 a 2021, estudou empreendedorismo na Universidade de Deusto em Bilbao.

## Concurso de beleza

### Miss Venezuela 2018
Domínguez começou sua esplêndida carreira representando Táchira no Miss Venezuela 2018 no Estudio 5 de Venevisión em Caracas em 13 de dezembro de 2018. Ela se classificou como 3.ª colocada e perdeu para a eventual vencedora Isabella Rodríguez da Portuguesa. 

### Miss World Spain 2020
Domínguez juntou-se à sua pompa quando competiu e representou Guadalaxara no Miss World Spain 2020, não tendo conseguido classificar-se nas semifinais e terminando no Top 5 no Beauty with a Purpose.

### Miss Portugal 2021
Em 11 de setembro de 2021, Domínguez representou a comunidade portuguesa em Espanha no Miss Portugal 2021, é a vencedora do concurso Miss Universo Portugal 2021.
Ao final do evento, ela sucedeu à saída Miss Universo Portugal 2020 Cristiana Silva.

### Miss Universo 2021
Como Miss Universo Portugal, Domínguez representou Portugal no concurso Miss Universo 2021 em Eilat, Israel.